# Zaruma

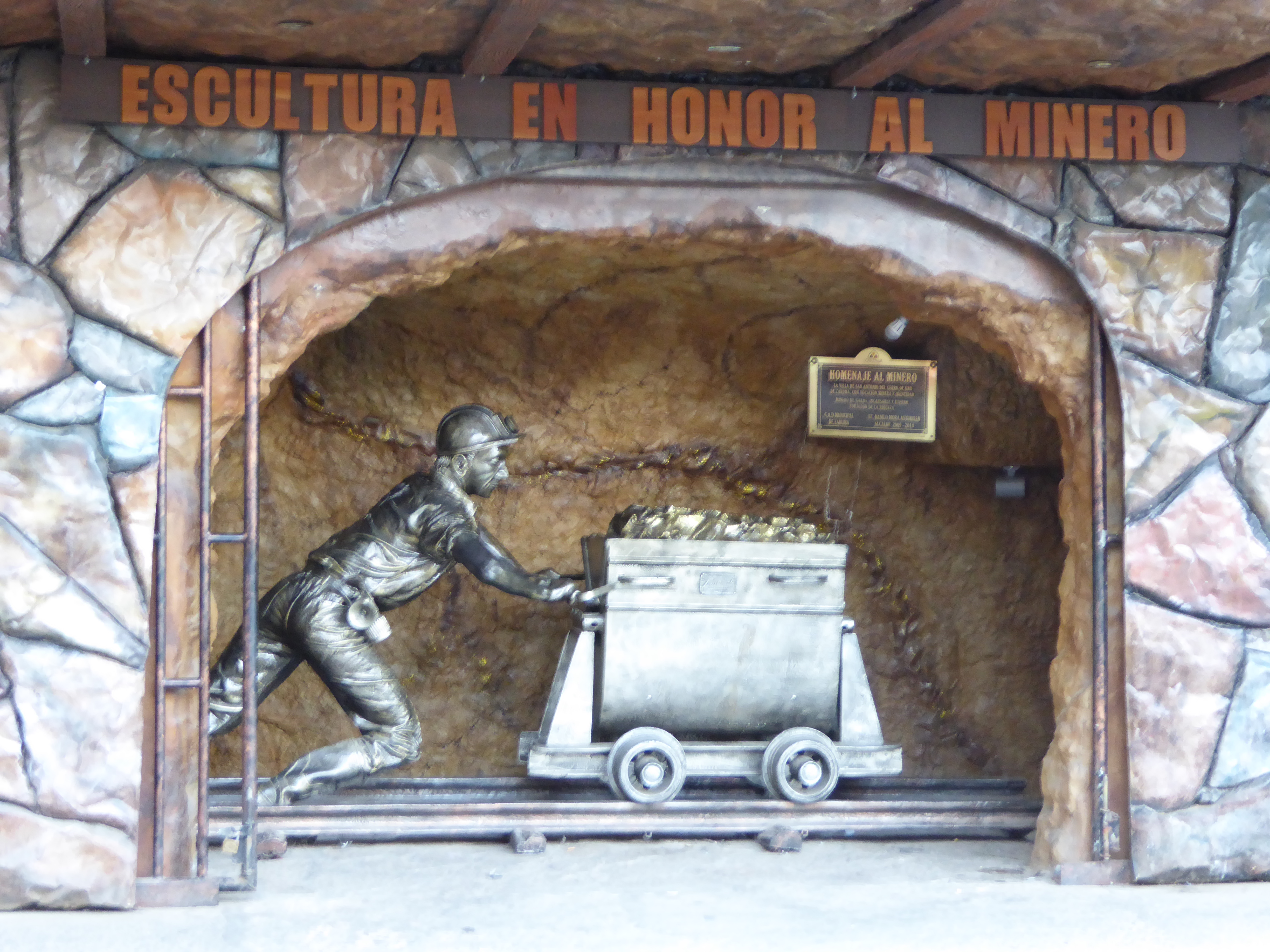
Skulptur eines Goldgräbers bei der Arbeit in der Mine

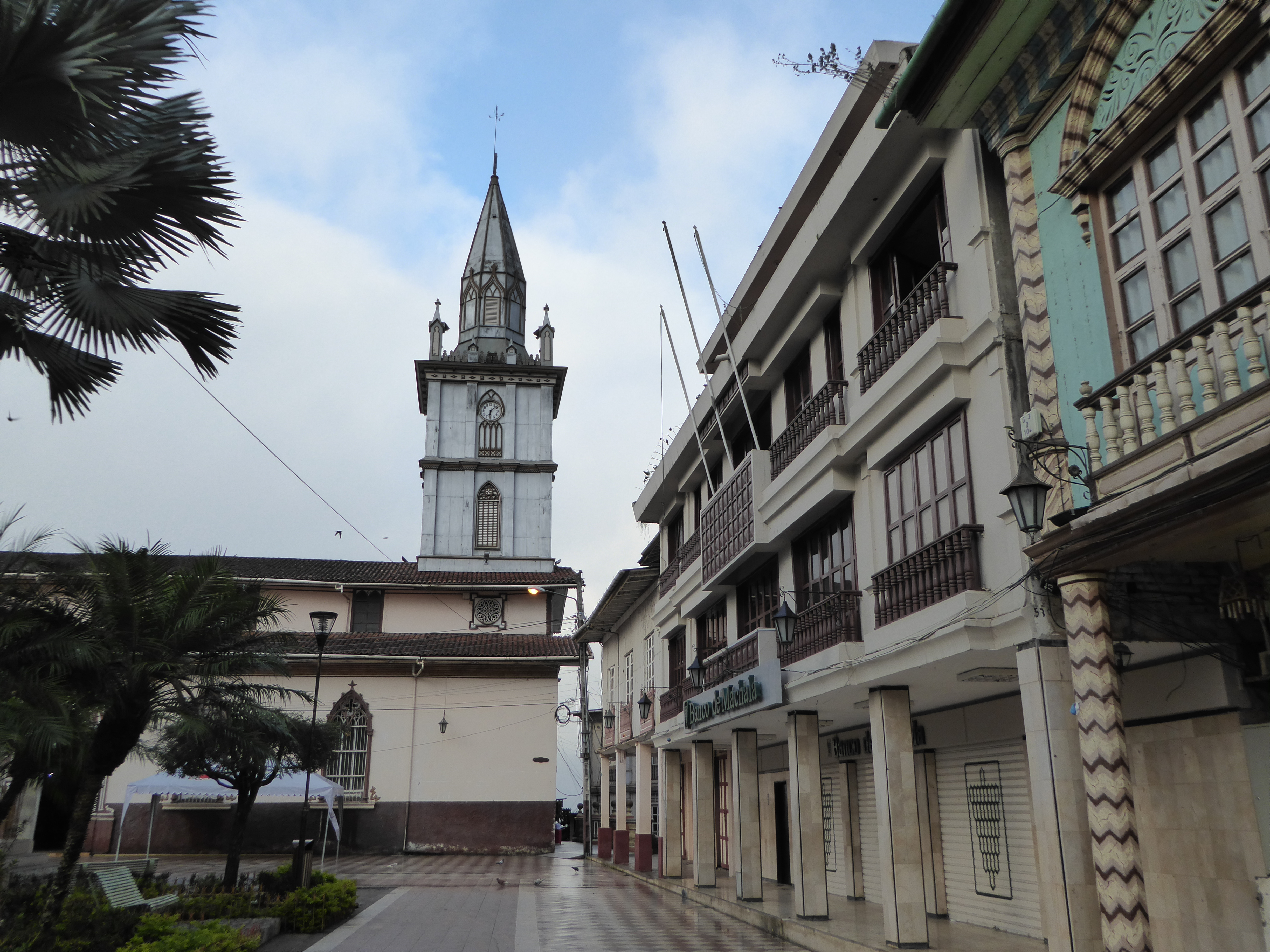
Zentrale Altstadt mit Kirche

Zaruma ist eine kleine Goldgräberstadt, die sich auf ca. 1.200 m Höhe im unebenen Terrain der Vizcaya-Kordillere, einem westlichen Ausläufer der Anden im Süden Ecuadors, befindet. Sie ist Hauptort des gleichnamigen Kantons im Südosten der Provinz El Oro. Die Stadt Zaruma hat etwa 9.600 Einwohner, in den neun ländlichen Kirchspielen des zugehörigen Kantons leben weitere 13.500 Menschen.

## Geschichte
Das Gebiet von Zaruma wurde ursprünglich von Kañaris bewohnt. Zwischen 1536 und 1539 erreichten die ersten spanischen Konquistadoren die Umgebung. 1539 begann die Ausbeutung der Goldmine Mina del Sexmo. Der Ort Zaruma wurde offiziell 1549 von Alonso de Mercadillo gegründet, der auch als Gründer Lojas und anderer Orte im Süden des heutigen Ecuador bekannt ist. Zwischen Ende des 16. und Mitte des 17. Jahrhunderts erreichte der Goldbergbau in Zaruma seinen ersten Höhepunkt. Die Arbeitskräfte waren vor allem Angehörige der Quichua-Volksgruppen und aus Afrika verschleppte Sklaven. Das Gold aus Zaruma wurde wichtig für die Wirtschaft der Real Audiencia de Quito. 1593 wurde Zaruma unter dem Namen San Antonio del Cerro de Oro de Zaruma (span. Cerro de Oro = „Goldberg“) von König Philipp II. von Spanien zur Villa erhoben. Nach 1630 kam es bis Mitte des 18. Jahrhunderts zu einer Krise im Bergbau von Zaruma, vor allem aufgrund von Arbeitskräftemangel. Die Bedeutung und Einwohnerzahl von Zaruma sank in dieser Zeit deutlich ab. 1820 erlangte der Ort die Unabhängigkeit von Spanien; 1824 wurde Zaruma zum Hauptort eines Kantons der Provinz Loja erhoben. Am 29. November 1882 wurde in Zaruma die Gründung der Provinz El Oro („Das Gold“) ausgerufen, deren Hauptstadt Zaruma bis 1884 blieb, als es anlässlich der offiziellen Konstituierung der Provinz von Machala abgelöst wurde.
Seit den 1870er Jahren wurde der Bergbau wieder intensiviert, ausländisches Kapital floss in die Minen, die von 1880 bis 1896 von der hauptsächlich englischen Great Zaruma Gold Mining betrieben wurden. 1896 gingen die Minen in den Besitz der US-amerikanischen South American Development Company über, die sie bis 1950 ausbeutete. Aufgrund des nun verstärkten Bergbaus nahm die Bevölkerung Zarumas durch Einwanderung erneut zu. Die Infrastruktur wurde nach und nach verbessert: 1912 wurde mit dem Bau der heute im Zentrum liegenden Kirche begonnen, seit 1921 gab es ein Elektrizitätswerk, 1929 begann die Trinkwasserhausversorgung für die Bevölkerung, 1949 wurde das Krankenhaus eröffnet. 
Aus dem Kanton Zaruma wurden in dieser Zeit einige angehörige Kirchspiele, ebenfalls Bergbauorte, ausgegliedert und zu eigenen Kantonen erhoben, namentlich Piñas (1940), Portovelo (1980), Atahualpa (1984), Marcabelí (1986) und Balsas (1987).

## Zaruma heute
Noch heute wird in den Minen, die vor allem im benachbarten, tiefergelegenen Portovelo zu finden sind, Gold und Silber gewonnen. Neben einigen modernen und größeren Minen – u. a. von BIRA, S.A., das auch ein Besucherbergwerk im alten Stollen der Mina del Sexmo betreibt –, gibt es zahlreiche private Kleinminen, in denen unter bisweilen prekären Verhältnissen gefördert wird.
Zaruma ist bekannt als eine verwinkelte Kleinstadt, deren Kern ein Ensemble aus gut erhaltenen kolonialen und aus dem 19. Jahrhundert stammenden profanen und kirchlichen Gebäuden aus Holz bildet. Seit 1990 ist die Altstadt ecuadorianisches Kulturerbe. Im zum Kanton Zaruma gehörenden Dorf Huertas finden sich bedeutende archäologische Stätten. Die Berge der Umgebung bieten zahlreiche Aussichtspunkte auf die Stadt und ihr Umland.
Neben dem Bergbau sind Viehzucht, Landwirtschaft, Handel und Tourismus die wichtigsten Erwerbszweige. Kleinere Fabriken produzieren u. a. Textilien. Der Kaffee aus Zaruma wird in Ecuador als „der beste der Welt“ vermarktet.
Am 24. Februar 2016 wurde Zaruma auf die Tentativliste für das Welterbe in Ecuador gesetzt.